# Des Indes à la planète Mars
Pour plus de détails, voir Fiche technique et Distribution.
Des Indes à la planète Mars est un documentaire français réalisé par Christian Merlhiot et Matthieu Orléan, sorti en 2008.

## Fiche technique
- Titre : Des Indes à la planète Mars
- Réalisation : Christian Merlhiot et Matthieu Orléan
- Photographie : Gilles Arnaud
- Son : Romain Lenoir, Pascale Mons et Benjamin Vignal
- Montage : Pascale Mons
- Musique : Romain Kronenberg
- Société de production : Pointligneplan
- Pays d’origine :  France
- Durée : 80 minutes
- Date de sortie : France, 2 avril 2008

## Distribution
- Mireille Perrier
- Jacques Bonnaffé
- Boris Alestchenkoff
- Édith Scob
- Jean-Christophe Bouvet

## Sélections
- 2007 : FIDMarseille[1]